# Michael Gilden
Michael Jeffrey Gilden (Los Angeles, 22 settembre 1962 – Los Angeles, 5 dicembre 2006) è stato un attore statunitense.

## Biografia
Affetto da nanismo, era alto 1,22 m. Viveva e lavorava a Los Angeles. Ha recitato in diversi film e serie televisive, come Pulp Fiction, Cybill, In tribunale con Lynn, CSI - Scena del crimine e Streghe. Ha recitato la parte di un Ewok nel film Il ritorno dello Jedi. Per due volte è apparso nella quarta stagione della serie NCIS - Unità anticrimine. Gilden era anche un broker. Ha sposato l'attrice Meredith Eaton il 20 maggio 2001. Precedentemente era stato sposato con Elena Bertagnolli, manager di Verne Troyer. Si è tolto la vita all'età di 44 anni impiccandosi nel suo appartamento a Los Angeles.

## Filmografia

### Cinema
- Sotto l'arcobaleno (Under the Rainbow), regia di Steve Rash (1981)
- Il ritorno dello Jedi (Star Wars Episode VI: Return of the Jedi), regia di Richard Marquand (1983)
- Nerds of a Feather, regia di Gary Graver e Mario Romeo Milano (1990)
- Freaked - Sgorbi (Freaked), regia di Alex Winter (1993)
- Pulp Fiction, regia di Quentin Tarantino (1994)
- Nudity Required, regia di Steven Boe (2003)

### Televisione
- Cybill – serie TV, episodio 1x07 (1995)
- Jarod il camaleonte (The Pretender) – serie TV, episodio 1x08 (1996)
- Amanda Show (The Amanda Show) – serie TV, episodio 2x26 (2001)
- La vera storia di Biancaneve (Snow White, The Fairest of Them All), regia di Caroline Thompson – film TV (2001)
- Nikki – serie TV, episodio 2x14 (2002)
- In tribunale con Lynn (Family Law) – serie TV, episodi 3x19-3x21 (2002)
- CSI - Scena del crimine (CSI: Crime Scene Investigation) – serie TV, episodio 3x04 (2002)
- Streghe (Charmed) – serie TV, 5 episodi (2003-2006)
- Against Type, regia di Dave Shelton – film TV (2006)
- NCIS - Unità anticrimine (NCIS: Naval Criminal Investigative Service) – serie TV, episodi 4x08-4x10 (2006)

## Doppiatori italiani
Nelle versioni in italiano delle opere in cui ha recitato, Michael Gilden è stato doppiato da:
- Luigi Ferraro ne La vera storia di Biancaneve
- Roberto Gammino in CSI - Scena del crimine
- Wladimiro Grana in Streghe
- Pieraldo Ferrante in Streghe (ep. 5x22)
- Franco Mannella in NCIS - Unità anticrimine